# Vlhké hojení ran
Vlhké hojení ran je moderní metoda ošetřování akutních a chronických ran. Již v 60. letech 20. století bylo prokázáno, že rána, která se hojí ve vlhkém prostředí, má až o 40 procent kratší dobu hojení ve srovnání s krytím suchým obvazem.[zdroj⁠?!]

## Historie
Metoda vlhkého hojení není úplně nová. První záznamy o hojení ran pocházejí ze starověké Mezopotámie. K jejich léčení se používal med a pryskyřice. Staří Egypťané využívali hojivých účinků směsi medu a krve rozdrcených much a ptáků, rozdrcených semen a rozmačkaného ovoce. Med jako základní složku hojivých balzámů využívali i Řekové a Římané. Jeho aplikace do rány pomáhala (kromě jiných účinků) udržovat vlhké prostředí. O mnoho let později vystřídala zavedené postupy suchá sterilní gáza. Ta se vyznačovala dobrou sací schopností a ránu tím silně vysušovala.
V 60. letech 20. století se podařilo prokázat příznivý vliv tzv. vlhkého hojení. V 70. letech se objevily první klinické práce popisující zkrácení doby hojení novou metodou. Přesto trvalo dalších téměř 30 let, než bylo vlhké hojení zavedeno do široké medicínské praxe. 

## Princip
Tekutina, kterou rána vylučuje, obsahuje řadu růstových faktorů a výživných látek, které přispívají k úspěšnému hojení. Moderní materiály užívané k ošetřování ran jsou uzpůsobeny k tomu, aby v ráně vlhké prostředí udržovaly.
Vedle již zavedených přípravků pro vlhké hojení ran se neustále vyvíjejí nové preparáty s vylepšenou účinností. Tzv. bioaktivní obvazy reagují přímo s látkami vylučovanými tkáněmi v ráně. Kromě toho, že dodávají ráně vlhkost, mají i schopnost chemicky vázat kyslíkové radikály vznikající při zánětlivých procesech, čímž zabraňují jejich negativnímu působení v místě poranění.